# Campionatul European de Handbal Masculin din 2016
Campionatul European de Handbal Masculin din 2016 (cea de a 12-a ediție) a avut loc pentru, prima dată, în Polonia în perioada 15-31 ianuarie 2016. Croația și Norvegia au fost celelalte țări candidate, dar Poloniei i-a fost acordat campionatul la Congresul EHF de la Monaco la 23 iunie 2012, cu 58% voturi. 

## Arene
| Cracovia                        | Gdańsk                        | CracoviaGdańskKatowiceWrocław |
| ------------------------------- | ----------------------------- | ----------------------------- |
| Arena Tauron Capacitate: 15,328 | Arena Ergo Capacitate: 11,409 | CracoviaGdańskKatowiceWrocław |
|                                 |                               | CracoviaGdańskKatowiceWrocław |
| Katowice                        | Wrocław                       |                               |
|                                 |                               |                               |

## Calificare

### Echipele calificate
| Țara              | Calificată ca        | Data când a fost asigurată calificarea | Apariții precedente în turneu                                        |
| ----------------- | -------------------- | -------------------------------------- | -------------------------------------------------------------------- |
| Polonia           | Gazdă                | 23 iunie 2012                          | 7 (2002, 2004, 2006, 2008, 2010, 2012, 2014)                         |
| Ungaria           | Grupa 5 câștigătoare | 2 mai 2015                             | 9 (1994, 1996, 1998, 2004, 2006, 2008, 2010, 2012, 2014)             |
| Danemarca         | Grupa 2 câștigătoare | 3 mai 2015                             | 10 (1994, 1996, 2000, 2002, 2004, 2006, 2008, 2010, 2012, 2014)      |
| Franța            | Grupa 6 câștigătoare | 3 mai 2015                             | 11 (1994, 1996, 1998,2000, 2002, 2004, 2006, 2008, 2010, 2012, 2014) |
| Suedia            | Grupa 3 câștigătoare | 3 mai 2015                             | 10 (1994, 1996, 1998, 2000, 2002, 2004, 2008, 2010, 2012, 2014)      |
| Slovenia          | Grupa 3 locul 2      | 10 iunie 2015                          | 9 (1994, 1996, 2000, 2002, 2004, 2006, 2008, 2010, 2012)             |
| Croația           | Grupa 1 câștigătoare | 10 iunie 2015                          | 11 (1994, 1996, 1998,2000, 2002, 2004, 2006, 2008, 2010, 2012, 2014) |
| Norvegia          | Grupa 1 locul 2      | 10 iunie 2015                          | 6 (2000, 2006, 2008, 2010, 2012, 2014)                               |
| Spania            | Grupa 7 câștigătoare | 10 iunie 2015                          | 11 (1994, 1996, 1998,2000, 2002, 2004, 2006, 2008, 2010, 2012, 2014) |
| Germania          | Grupa 7 locul 2      | 10 iunie 2015                          | 10 (1994, 1996, 1998,2000, 2002, 2004, 2006, 2008, 2010, 2012)       |
| Islanda           | Grupa 4 câștigătoare | 14 iunie 2015                          | 8 (2000, 2002, 2004, 2006, 2008, 2010, 2012, 2014)                   |
| Serbia            | Grupa 4 locul 2      | 14 iunie 2015                          | 3 (2010, 2012, 2014)                                                 |
| Muntenegru        | cel mai bun loc 3    | 14 iunie 2015                          | 2 (2008, 2014)                                                       |
| Rusia             | Grupa 5 locul 2      | 14 iunie 2015                          | 11 (1994, 1996, 1998,2000, 2002, 2004, 2006, 2008, 2010, 2012, 2014) |
| Macedonia de Nord | Grupa 6 locul 2      | 14 iunie 2015                          | 3 (1998, 2012, 2014)                                                 |
| Belarus           | Grupa 2 locul 2      | 14 iunie 2015                          | 3 (1994, 2008, 2014)                                                 |

## Urnele pentru tragerea la sorți
Urnele pentru tragerea la sorți au fost anunțate pe 18 iunie 2015.
| Urna 1                                                                                  | Urna 2                                                         | Urna 3                                                                   | Urna 4                                      |
| --------------------------------------------------------------------------------------- | -------------------------------------------------------------- | ------------------------------------------------------------------------ | ------------------------------------------- |
| - Franța - Danemarca (așezată la poziția D1) - Spania - Croația (așezată la poziția B1) | - Islanda - Polonia (așezată la poziția A2) - Suedia - Ungaria | - Rusia - Macedonia de Nord - Germania (așezată la poziția C3) - Belarus | - Serbia - Norvegia - Slovenia - Muntenegru |

## Runda preliminară
În tabelele de mai jos:
- MJ = Total meciuri jucate
- V = Total meciuri câștigate
- E = Total meciuri egal
- Î = Total meciuri pierdute
- GM = Total goluri marcate
- GP = Total goluri primite
- GD = Goluri diferență (GM−GP)
- Pct = Total puncte acumulate

Tragerea la sorți a fost realizată pe 19 iunie 2015.
Orele afișate sunt conforme cu ora României (UTC+2).
|  | Echipa avansează în Runda Principală |
|  | Eliminată                            |

### Grupa A
| Loc | Echipa                | MJ | V | E | Î | GM | GP | DG  | Pct | Calificare                    |
| --- | --------------------- | -- | - | - | - | -- | -- | --- | --- | ----------------------------- |
| 1   | Polonia (H, A)        | 3  | 3 | 0 | 0 | 84 | 76 | +8  | 6   | Avansează în runda principală |
| 2   | Franța (A)            | 3  | 2 | 0 | 1 | 91 | 80 | +11 | 4   | Avansează în runda principală |
| 3   | Macedonia de Nord (A) | 3  | 0 | 1 | 2 | 73 | 81 | −8  | 1   | Avansează în runda principală |
| 4   | Serbia (E)            | 3  | 0 | 1 | 2 | 81 | 92 | −11 | 1   | Eliminată                     |

1. 1 2  Meci direct: Macedonia 27–27 Serbia

| 15 ianuarie 2016 19:00 | Franța      | 30-23   | Macedonia de Nord | Arena Tauron, Cracovia Asistență: 9.000 Arbitri: Gjeding, Hansen |
| 15 ianuarie 2016 19:00 | Sorhaindo 6 | (12–12) | K. Lazarov 9      | Arena Tauron, Cracovia Asistență: 9.000 Arbitri: Gjeding, Hansen |
| 15 ianuarie 2016 19:00 | 6× 2× 1×    | Report  | 7× 3×             | Arena Tauron, Cracovia Asistență: 9.000 Arbitri: Gjeding, Hansen |

| 15 ianuarie 2016 21:30 | Polonia   | 29-28   | Serbia              | Tauron Arena, Kraków Asistență: 14.100 Arbitri: Stark, Ștefan |
| 15 ianuarie 2016 21:30 | Jurecki 7 | (14–15) | Nenadić, Nikčević 7 | Tauron Arena, Kraków Asistență: 14.100 Arbitri: Stark, Ștefan |
| 15 ianuarie 2016 21:30 | 3× 4×     | Report  | 6× 4× 1×            | Tauron Arena, Kraków Asistență: 14.100 Arbitri: Stark, Ștefan |

| 17 ianuarie 2016 18:15 | Serbia  | 26-36   | Franța   | Arena Tauron, Cracovia Asistență: 10.900 Arbitri: Johansson, Kliko |
| 17 ianuarie 2016 18:15 | Šešum 7 | (16–19) | Nyokas 8 | Arena Tauron, Cracovia Asistență: 10.900 Arbitri: Johansson, Kliko |
| 17 ianuarie 2016 18:15 | 7× 3×   | Report  | 2×       | Arena Tauron, Cracovia Asistență: 10.900 Arbitri: Johansson, Kliko |

| 17 ianuarie 2016 21:30 | Macedonia de Nord | 23–24   | Polonia   | Arena Tauron, Cracovia Asistență: 14.200 |
| 17 ianuarie 2016 21:30 | K. Lazarov 8      | (13–11) | Syprzak 6 | Arena Tauron, Cracovia Asistență: 14.200 |
| 17 ianuarie 2016 21:30 | 4×                | Report  | 5× 1×     | Arena Tauron, Cracovia Asistență: 14.200 |

| 19 ianuarie 2016 19:15 | Macedonia de Nord | 27–27   | Serbia           | Arena Tauron, Cracovia Asistență: 11.000 Arbitri: Horáček, Novotný |
| 19 ianuarie 2016 19:15 | Manaskov 10       | (13–13) | Nenadić, Šešum 7 | Arena Tauron, Cracovia Asistență: 11.000 Arbitri: Horáček, Novotný |
| 19 ianuarie 2016 19:15 | 1× 4×             | Report  | 6× 3×            | Arena Tauron, Cracovia Asistență: 11.000 Arbitri: Horáček, Novotný |

| 19 ianuarie 2016 21:30 | Franța        | 25–31   | Polonia    | Arena Tauron, Cracovia Asistență: 14.854 Arbitri: López, Ramírez |
| 19 ianuarie 2016 21:30 | Abalo, Mahé 5 | (12–15) | Bielecki 9 | Arena Tauron, Cracovia Asistență: 14.854 Arbitri: López, Ramírez |
| 19 ianuarie 2016 21:30 | 3× 2×         | Report  | 6× 4×      | Arena Tauron, Cracovia Asistență: 14.854 Arbitri: López, Ramírez |

### Grupa B
| Loc | Echipa   | MJ | V | E | Î | GM | GP  | DG  | Pct | Calificare                    |
| --- | -------- | -- | - | - | - | -- | --- | --- | --- | ----------------------------- |
| 1   | Norvegia | 3  | 2 | 0 | 1 | 88 | 84  | +4  | 4   | Avansează în runda principală |
| 2   | Croația  | 3  | 2 | 0 | 1 | 95 | 83  | +12 | 4   | Avansează în runda principală |
| 3   | Belarus  | 3  | 1 | 0 | 2 | 87 | 94  | −7  | 2   | Avansează în runda principală |
| 4   | Islanda  | 3  | 1 | 0 | 2 | 92 | 101 | −9  | 2   | Eliminată                     |

1. 1 2  Meci direct: Norvegia 34–31 Croația
2. 1 2  Meci direct: Belarus 39–38 Islanda

| 15 ianuarie 2016 17:00 | Croația  | 27–21   | Belarus   | Spodek, Katowice Asistență: 5.000 Arbitri: Johansson, Kliko |
| 15 ianuarie 2016 17:00 | Štrlek 9 | (15–15) | Rutenka 8 | Spodek, Katowice Asistență: 5.000 Arbitri: Johansson, Kliko |
| 15 ianuarie 2016 17:00 | 6× 4× 1× | Report  | 5× 3× 1×  | Spodek, Katowice Asistență: 5.000 Arbitri: Johansson, Kliko |

| 15 ianuarie 2016 19:15 | Islanda      | 26–25   | Norvegia   | Spodek, Katowice Asistență: 6.200 Arbitri: Geipel, Helbig |
| 15 ianuarie 2016 19:15 | Pálmarsson 8 | (10–11) | Bjørnsen 7 | Spodek, Katowice Asistență: 6.200 Arbitri: Geipel, Helbig |
| 15 ianuarie 2016 19:15 | 7× 4×        | Report  | 4×         | Spodek, Katowice Asistență: 6.200 Arbitri: Geipel, Helbig |

| 17 ianuarie 2016 17:00 | Belarus      | 39–38  | Islanda     | Spodek, Katowice Asistență: 6.200 Arbitri: Horáček, Novotný |
| 17 ianuarie 2016 17:00 | Pukhouski 11 | (7–18) | Petersson 6 | Spodek, Katowice Asistență: 6.200 Arbitri: Horáček, Novotný |
| 17 ianuarie 2016 17:00 | 6× 3×        | Report | 5× 2×       | Spodek, Katowice Asistență: 6.200 Arbitri: Horáček, Novotný |

| 17 ianuarie 2016 19:15 | Norvegia   | 34–31   | Croația   | Spodek, Katowice Asistență: 8.400 Arbitri: López, Ramírez |
| 17 ianuarie 2016 19:15 | Bjørnsen 7 | (16–17) | Duvnjak 8 | Spodek, Katowice Asistență: 8.400 Arbitri: López, Ramírez |
| 17 ianuarie 2016 19:15 | 4× 2×      | Report  | 6× 4×     | Spodek, Katowice Asistență: 8.400 Arbitri: López, Ramírez |

| 19 ianuarie 2016 19:15 | Belarus   | 27–29   | Norvegia               | Spodek, Katowice Asistență: 6.800 Arbitri: Gjeding, Hansen |
| 19 ianuarie 2016 19:15 | Rutenka 9 | (13–12) | Bjørnsen, O'Sullivan 5 | Spodek, Katowice Asistență: 6.800 Arbitri: Gjeding, Hansen |
| 19 ianuarie 2016 19:15 | 6× 4×     | Report  | 6× 3×                  | Spodek, Katowice Asistență: 6.800 Arbitri: Gjeding, Hansen |

| 19 ianuarie 2016 21:30 | Croația | 37–28   | Islanda                  | Spodek, Katowice Asistență: 7.000 Arbitri: Stark, Ștefan |
| 19 ianuarie 2016 21:30 | Marić 8 | (19–10) | Gunnarsson, Sigurðsson 6 | Spodek, Katowice Asistență: 7.000 Arbitri: Stark, Ștefan |
| 19 ianuarie 2016 21:30 | 5× 4×   | Report  | 4× 3×                    | Spodek, Katowice Asistență: 7.000 Arbitri: Stark, Ștefan |

### Grupa C
| Loc | Echipa   | MJ | V | E | Î | GM | GP | DG | Pct | Calificare                    |
| --- | -------- | -- | - | - | - | -- | -- | -- | --- | ----------------------------- |
| 1   | Spania   | 3  | 2 | 1 | 0 | 80 | 75 | +5 | 5   | Avansează în runda principală |
| 2   | Germania | 3  | 2 | 0 | 1 | 81 | 79 | +2 | 4   | Avansează în runda principală |
| 3   | Suedia   | 3  | 1 | 0 | 2 | 71 | 72 | −1 | 2   | Avansează în runda principală |
| 4   | Slovenia | 3  | 0 | 1 | 2 | 66 | 72 | −6 | 1   | Eliminată                     |

| 16 ianuarie 2016 19:30 | Spania   | 32–29   | Germania    | Hala Stulecia, Wrocław Asistență: 6.500 Arbitri: Pichon, Reveret |
| 16 ianuarie 2016 19:30 | Rivera 7 | (18–15) | Dissinger 6 | Hala Stulecia, Wrocław Asistență: 6.500 Arbitri: Pichon, Reveret |
| 16 ianuarie 2016 19:30 | 5× 3× 1× | Report  | 7× 3×       | Hala Stulecia, Wrocław Asistență: 6.500 Arbitri: Pichon, Reveret |

| 16 ianuarie 2016 21:45 | Suedia   | 23–21  | Slovenia | Hala Stulecia, Wrocław Asistență: 6.500 Arbitri: Stoļarovs, Līcis |
| 16 ianuarie 2016 21:45 | Ekberg 4 | (16–9) | Gaber 5  | Hala Stulecia, Wrocław Asistență: 6.500 Arbitri: Stoļarovs, Līcis |
| 16 ianuarie 2016 21:45 | 6× 2× 1× | Report | 5× 2×    | Hala Stulecia, Wrocław Asistență: 6.500 Arbitri: Stoļarovs, Līcis |

| 18 ianuarie 2016 19:15 | Slovenia | 24–24   | Spania        | Hala Stulecia, Wrocław Asistență: 6.000 Arbitri: Gousko, Repkin |
| 18 ianuarie 2016 19:15 | Žvižej 6 | (13–10) | Aguinagalde 6 | Hala Stulecia, Wrocław Asistență: 6.000 Arbitri: Gousko, Repkin |
| 18 ianuarie 2016 19:15 | 3× 4× 1× | Report  | 4× 3× 1×      | Hala Stulecia, Wrocław Asistență: 6.000 Arbitri: Gousko, Repkin |

| 18 ianuarie 2016 21:30 | Germania    | 27–26   | Suedia      | Hala Stulecia, Wrocław Asistență: 6,500 Arbitri: Gubica, Milošević |
| 18 ianuarie 2016 21:30 | Reichmann 9 | (13–17) | Jakobsson 8 | Hala Stulecia, Wrocław Asistență: 6,500 Arbitri: Gubica, Milošević |
| 18 ianuarie 2016 21:30 | 5× 4× 1×    | Report  | 3×          | Hala Stulecia, Wrocław Asistență: 6,500 Arbitri: Gubica, Milošević |

| 20 ianuarie 2016 18:15 | Germania    | 25–21   | Slovenia    | Hala Stulecia, Wrocław Asistență: 6.500 Arbitri: Santos, Fonseca |
| 20 ianuarie 2016 18:15 | Reichmann 5 | (12–10) | Kavtičnik 6 | Hala Stulecia, Wrocław Asistență: 6.500 Arbitri: Santos, Fonseca |
| 20 ianuarie 2016 18:15 | 7× 2× 1×    | Report  | 7× 2× 1×    | Hala Stulecia, Wrocław Asistență: 6.500 Arbitri: Santos, Fonseca |

| 20 ianuarie 2016 21:00 | Spania   | 24–22   | Suedia               | Hala Stulecia, Wrocław Asistență: 6.200 Arbitri: Nachevski, Nikolov |
| 20 ianuarie 2016 21:00 | Rivera 9 | (12–10) | Jakobsson, Östlund 4 | Hala Stulecia, Wrocław Asistență: 6.200 Arbitri: Nachevski, Nikolov |
| 20 ianuarie 2016 21:00 | 2× 3×    | Report  | 4× 2×                | Hala Stulecia, Wrocław Asistență: 6.200 Arbitri: Nachevski, Nikolov |

### Grupa D
| Loc | Echipa     | MJ | V | E | Î | GM | GP | DG  | Pct | Calificare                    |
| --- | ---------- | -- | - | - | - | -- | -- | --- | --- | ----------------------------- |
| 1   | Danemarca  | 3  | 3 | 0 | 0 | 91 | 75 | +16 | 6   | Avansează în runda principală |
| 2   | Rusia      | 3  | 2 | 0 | 1 | 80 | 78 | +2  | 4   | Avansează în runda principală |
| 3   | Ungaria    | 3  | 1 | 0 | 2 | 80 | 84 | −4  | 2   | Avansează în runda principală |
| 4   | Muntenegru | 3  | 0 | 0 | 3 | 76 | 90 | −14 | 0   | Eliminată                     |

| 16 ianuarie 2016 19:00 | Ungaria   | 32–27   | Muntenegru | Arena Ergo, Gdańsk Asistență: 6.864 Arbitri: Gousko, Repkin |
| 16 ianuarie 2016 19:00 | Bánhidi 7 | (16–12) | Borozan 7  | Arena Ergo, Gdańsk Asistență: 6.864 Arbitri: Gousko, Repkin |
| 16 ianuarie 2016 19:00 | 5× 3×     | Report  | 4× 2×      | Arena Ergo, Gdańsk Asistență: 6.864 Arbitri: Gousko, Repkin |

| 16 ianuarie 2016 21:15 | Danemarca       | 31–25   | Rusia       | Arena Ergo, Gdańsk Asistență: 7.952 Arbitri: Gubica, Milošević |
| 16 ianuarie 2016 21:15 | trei jucători 4 | (13–13) | Shelmenko 5 | Arena Ergo, Gdańsk Asistență: 7.952 Arbitri: Gubica, Milošević |
| 16 ianuarie 2016 21:15 | 2× 3×           | Report  | 3× 2×       | Arena Ergo, Gdańsk Asistență: 7.952 Arbitri: Gubica, Milošević |

| 18 ianuarie 2016 19:00 | Rusia     | 27–26   | Ungaria  | Arena Ergo, Gdańsk Asistență: 6.452 Arbitri: Nachevski, Nikolov |
| 18 ianuarie 2016 19:00 | Dibirov 6 | (14–10) | Jamali 6 | Arena Ergo, Gdańsk Asistență: 6.452 Arbitri: Nachevski, Nikolov |
| 18 ianuarie 2016 19:00 | 6× 4×     | Report  | 3×       | Arena Ergo, Gdańsk Asistență: 6.452 Arbitri: Nachevski, Nikolov |

| 18 ianuarie 2016 21:15 | Muntenegru | 28–30   | Danemarca | Arena Ergo, Gdańsk Asistență: 6.452 Arbitri: Santos, Fonseca |
| 18 ianuarie 2016 21:15 | Grbović 7  | (16–14) | Eggert 6  | Arena Ergo, Gdańsk Asistență: 6.452 Arbitri: Santos, Fonseca |
| 18 ianuarie 2016 21:15 | 3× 2×      | Report  | 3×        | Arena Ergo, Gdańsk Asistență: 6.452 Arbitri: Santos, Fonseca |

| 20 ianuarie 2016 18:15 | Rusia               | 28–21  | Muntenegru            | Arena Ergo, Gdańsk Asistență: 5.930 Arbitri: Stoļarovs, Līcis |
| 20 ianuarie 2016 18:15 | Gorbok, Shelmenko 5 | (14–9) | Ševaljević, Vujović 4 | Arena Ergo, Gdańsk Asistență: 5.930 Arbitri: Stoļarovs, Līcis |
| 20 ianuarie 2016 18:15 | 3× 2×               | Report | 5× 3×                 | Arena Ergo, Gdańsk Asistență: 5.930 Arbitri: Stoļarovs, Līcis |

| 20 ianuarie 2016 21:00 | Danemarca | 30–22   | Ungaria   | Arena Ergo, Gdańsk Asistență: 8.361 Arbitri: Pichon, Reveret |
| 20 ianuarie 2016 21:00 | Hansen 9  | (18–10) | Hornyák 5 | Arena Ergo, Gdańsk Asistență: 8.361 Arbitri: Pichon, Reveret |
| 20 ianuarie 2016 21:00 | 1× 3×     | Report  | 2× 3×     | Arena Ergo, Gdańsk Asistență: 8.361 Arbitri: Pichon, Reveret |

## Runda principală
Punctele câștigate în runda preliminară împotriva echipelor care au mers mai departe s-au adăugat la clasament.

### Grupa I
| Loc | Echipa            | MJ | V | E | Î | GM  | GP  | DG  | Pct | Calificare                       |
| --- | ----------------- | -- | - | - | - | --- | --- | --- | --- | -------------------------------- |
| 1   | Norvegia          | 5  | 4 | 1 | 0 | 153 | 141 | +12 | 9   | Se califică în semifinale        |
| 2   | Croația           | 5  | 3 | 0 | 2 | 153 | 134 | +19 | 6   | Se califică în semifinale        |
| 3   | Franța            | 5  | 3 | 0 | 2 | 145 | 130 | +15 | 6   | va juca în meciul pentru locul 5 |
| 4   | Polonia           | 5  | 3 | 0 | 2 | 138 | 142 | −4  | 6   | va juca în meciul pentru locul 7 |
| 5   | Belarus           | 5  | 1 | 0 | 4 | 128 | 151 | −23 | 2   | Eliminate                        |
| 6   | Macedonia de Nord | 5  | 0 | 1 | 4 | 130 | 149 | −19 | 1   | Eliminate                        |

1. 1 2 3  Croația 2 pts, +6 GD, Franța 2 pts, +2 GD, Polonia 2 pts, −8 GD

| 21 ianuarie 2016 19:15 | Franța      | 34–23  | Belarus      | Arena Tauron, Cracovia Asistență: 6.900 Arbitri: Johansson, Kliko |
| 21 ianuarie 2016 19:15 | Karabatić 9 | (20–5) | Khadkevich 9 | Arena Tauron, Cracovia Asistență: 6.900 Arbitri: Johansson, Kliko |
| 21 ianuarie 2016 19:15 | 3×          | Report | 2× 3×        | Arena Tauron, Cracovia Asistență: 6.900 Arbitri: Johansson, Kliko |

| 21 ianuarie 2016 21:30 | Macedonia de Nord | 24–34   | Croația     | Arena Tauron, Cracovia Asistență: 9.100 Arbitri: Geipel, Helbig |
| 21 ianuarie 2016 21:30 | Manaskov 7        | (13–17) | Slišković 6 | Arena Tauron, Cracovia Asistență: 9.100 Arbitri: Geipel, Helbig |
| 21 ianuarie 2016 21:30 | 1× 3×             | Report  | 2× 3×       | Arena Tauron, Cracovia Asistență: 9.100 Arbitri: Geipel, Helbig |

| 23 ianuarie 2016 19:15 | Franța  | 32–24   | Croația   | Arena Tauron, Cracovia Asistență: 10.600 Arbitri: Horáček, Novotný |
| 23 ianuarie 2016 19:15 | Abalo 6 | (16–10) | Duvnjak 5 | Arena Tauron, Cracovia Asistență: 10.600 Arbitri: Horáček, Novotný |
| 23 ianuarie 2016 19:15 | 3× 2×   | Report  | 5× 3× 1×  | Arena Tauron, Cracovia Asistență: 10.600 Arbitri: Horáček, Novotný |

| 23 ianuarie 2016 21:30 | Polonia     | 28–30   | Norvegia | Arena Tauron, Cracovia Asistență: 15.328 Arbitri: López, Ramírez |
| 23 ianuarie 2016 21:30 | Bielecki 10 | (15–16) | Hansen 8 | Arena Tauron, Cracovia Asistență: 15.328 Arbitri: López, Ramírez |
| 23 ianuarie 2016 21:30 | 4× 2×       | Report  | 5× 3×    | Arena Tauron, Cracovia Asistență: 15.328 Arbitri: López, Ramírez |

| 25 ianuarie 2016 19:15 | Macedonia de Nord | 31–31   | Norvegia   | Arena Tauron, Cracovia Asistență: 7.600 Arbitri: Stark, Ștefan |
| 25 ianuarie 2016 19:15 | K. Lazarov 11     | (17–13) | Bjørnsen 6 | Arena Tauron, Cracovia Asistență: 7.600 Arbitri: Stark, Ștefan |
| 25 ianuarie 2016 19:15 | 4× 3×             | Report  | 5× 4×      | Arena Tauron, Cracovia Asistență: 7.600 Arbitri: Stark, Ștefan |

| 25 ianuarie 2016 21:30 | Polonia   | 32–27   | Belarus     | Arena Tauron, Cracovia Asistență: 14.000 Arbitri: Santos, Fonseca |
| 25 ianuarie 2016 21:30 | Jurecki 9 | (19–13) | Shylovich 6 | Arena Tauron, Cracovia Asistență: 14.000 Arbitri: Santos, Fonseca |
| 25 ianuarie 2016 21:30 | 2× 3×     | Report  | 4× 3×       | Arena Tauron, Cracovia Asistență: 14.000 Arbitri: Santos, Fonseca |

| 27 ianuarie 2016 17:00 | Macedonia de Nord | 29–30   | Belarus      | Arena Tauron, Cracovia Asistență: 3.100 Arbitri: Stoļarovs, Līcis |
| 27 ianuarie 2016 17:00 | K. Lazarov 10     | (13–14) | Pukhouski 11 | Arena Tauron, Cracovia Asistență: 3.100 Arbitri: Stoļarovs, Līcis |
| 27 ianuarie 2016 17:00 | 2× 3×             | Report  | 5× 2×        | Arena Tauron, Cracovia Asistență: 3.100 Arbitri: Stoļarovs, Līcis |

| 27 ianuarie 2016 19:15 | Franța     | 24–29   | Norvegia   | Arena Tauron, Cracovia Asistență: 10.200 Arbitri: Geipel, Helbig |
| 27 ianuarie 2016 19:15 | Narcisse 7 | (11–12) | Tønnesen 6 | Arena Tauron, Cracovia Asistență: 10.200 Arbitri: Geipel, Helbig |
| 27 ianuarie 2016 19:15 | 3× 2×      | Report  | 7× 2×      | Arena Tauron, Cracovia Asistență: 10.200 Arbitri: Geipel, Helbig |

| 27 ianuarie 2016 21:30 | Polonia            | 23–37   | Croația   | Arena Tauron, Cracovia Asistență: 15.000 Arbitri: Gjeding, Hansen |
| 27 ianuarie 2016 21:30 | Bielecki, Daszek 4 | (10–15) | Štrlek 11 | Arena Tauron, Cracovia Asistență: 15.000 Arbitri: Gjeding, Hansen |
| 27 ianuarie 2016 21:30 | 6× 1×              | Report  | 5× 2×     | Arena Tauron, Cracovia Asistență: 15.000 Arbitri: Gjeding, Hansen |

### Grupa a II-a
| Loc | Echipa    | MJ | V | E | Î | GM  | GP  | DG  | Pct | Calificare                       |
| --- | --------- | -- | - | - | - | --- | --- | --- | --- | -------------------------------- |
| 1   | Spania    | 5  | 4 | 0 | 1 | 135 | 130 | +5  | 8   | Se califică în semifinale        |
| 2   | Germania  | 5  | 4 | 0 | 1 | 140 | 129 | +11 | 8   | Se califică în semifinale        |
| 3   | Danemarca | 5  | 3 | 1 | 1 | 139 | 123 | +16 | 7   | va juca în meciul pentru locul 5 |
| 4   | Suedia    | 5  | 1 | 2 | 2 | 126 | 121 | +5  | 4   | va juca în meciul pentru locul 7 |
| 5   | Rusia     | 5  | 1 | 1 | 3 | 132 | 140 | −8  | 3   | Eliminate                        |
| 6   | Ungaria   | 5  | 0 | 0 | 5 | 110 | 139 | −29 | 0   | Eliminate                        |

1. 1 2  Spania 32–29 Germania

| 22 ianuarie 2016 19:15 | Germania | 29–19  | Ungaria         | Hala Stulecia, Wrocław Asistență: 6.500 Arbitri: Gubica, Milošević |
| 22 ianuarie 2016 19:15 | Wiede 6  | (17–9) | trei jucători 3 | Hala Stulecia, Wrocław Asistență: 6.500 Arbitri: Gubica, Milošević |
| 22 ianuarie 2016 19:15 | 2× 4×    | Report | 3×              | Hala Stulecia, Wrocław Asistență: 6.500 Arbitri: Gubica, Milošević |

| 22 ianuarie 2016 21:30 | Suedia      | 28–28   | Rusia     | Hala Stulecia, Wrocław Asistență: 6.350 Arbitri: Pichon, Reveret |
| 22 ianuarie 2016 21:30 | Jakobsson 9 | (15–15) | Dibirov 7 | Hala Stulecia, Wrocław Asistență: 6.350 Arbitri: Pichon, Reveret |
| 22 ianuarie 2016 21:30 | 5× 4×       | Report  | 4× 3×     | Hala Stulecia, Wrocław Asistență: 6.350 Arbitri: Pichon, Reveret |

| 24 ianuarie 2016 19:15 | Germania    | 30–29   | Rusia     | Hala Stulecia, Wrocław Asistență: 6.593 Arbitri: Santos, Fonseca |
| 24 ianuarie 2016 19:15 | Dissinger 7 | (17–16) | Dibirov 7 | Hala Stulecia, Wrocław Asistență: 6.593 Arbitri: Santos, Fonseca |
| 24 ianuarie 2016 19:15 | 5× 3×       | Report  | 1× 3×     | Hala Stulecia, Wrocław Asistență: 6.593 Arbitri: Santos, Fonseca |

| 24 ianuarie 2016 21:30 | Spania               | 23–27   | Danemarca  | Hala Stulecia, Wrocław Asistență: 6.593 Arbitri: Nikolov, Nachevski |
| 24 ianuarie 2016 21:30 | Entrerríos, Rivera 4 | (14–11) | Damgaard 6 | Hala Stulecia, Wrocław Asistență: 6.593 Arbitri: Nikolov, Nachevski |
| 24 ianuarie 2016 21:30 | 1× 3×                | Report  | 1× 3×      | Hala Stulecia, Wrocław Asistență: 6.593 Arbitri: Nikolov, Nachevski |

| 26 ianuarie 2016 19:15 | Spania   | 31–29   | Ungaria | Hala Stulecia, Wrocław Asistență: 6.500 Arbitri: Gousko, Repkin |
| 26 ianuarie 2016 19:15 | Rivera 5 | (15–15) | Nagy 9  | Hala Stulecia, Wrocław Asistență: 6.500 Arbitri: Gousko, Repkin |
| 26 ianuarie 2016 19:15 | 5× 3×    | Report  | 5× 3×   | Hala Stulecia, Wrocław Asistență: 6.500 Arbitri: Gousko, Repkin |

| 26 ianuarie 2016 21:30 | Suedia          | 28–28   | Danemarca  | Hala Stulecia, Wrocław Asistență: 6.593 Arbitri: Stoļarovs, Līcis |
| 26 ianuarie 2016 21:30 | trei jucători 5 | (13–15) | Damgaard 7 | Hala Stulecia, Wrocław Asistență: 6.593 Arbitri: Stoļarovs, Līcis |
| 26 ianuarie 2016 21:30 | 3×              | Report  | 4× 3× 1×   | Hala Stulecia, Wrocław Asistență: 6.593 Arbitri: Stoļarovs, Līcis |

| 27 ianuarie 2016 17:00 | Suedia             | 22–14  | Ungaria | Hala Stulecia, Wrocław Asistență: 5,900 Arbitri: Stark, Ștefan |
| 27 ianuarie 2016 17:00 | Nilsson, Östlund 5 | (10–7) | Bodó 5  | Hala Stulecia, Wrocław Asistență: 5,900 Arbitri: Stark, Ștefan |
| 27 ianuarie 2016 17:00 | 5× 3×              | Report | 1× 3×   | Hala Stulecia, Wrocław Asistență: 5,900 Arbitri: Stark, Ștefan |

| 27 ianuarie 2016 19:15 | Germania | 25–23   | Danemarca | Hala Stulecia, Wrocław Asistență: 6.593 Arbitri: Horáček, Novotný |
| 27 ianuarie 2016 19:15 | Fäth 6   | (12–13) | Hansen 7  | Hala Stulecia, Wrocław Asistență: 6.593 Arbitri: Horáček, Novotný |
| 27 ianuarie 2016 19:15 | 4× 2×    | Report  | 4× 3×     | Hala Stulecia, Wrocław Asistență: 6.593 Arbitri: Horáček, Novotný |

| 27 ianuarie 2016 21:30 | Spania    | 25–23   | Rusia     | Hala Stulecia, Wrocław Asistență: 5.000 Arbitri: Gubica, Milošević |
| 27 ianuarie 2016 21:30 | Rivera 11 | (11–12) | Dibirov 5 | Hala Stulecia, Wrocław Asistență: 5.000 Arbitri: Gubica, Milošević |
| 27 ianuarie 2016 21:30 | 2× 3×     | Report  | 3×        | Hala Stulecia, Wrocław Asistență: 5.000 Arbitri: Gubica, Milošević |

## Faza eliminatorie

### Grila
|  | Semifinale       | Semifinale |                       |    | Finala | Finala |
|  |                  |            |                       |    |        |        |
|  | 29 ianuarie 2016 |            |                       |    |        |        |
|  |                  |            |                       |    |        |        |
|  | Norvegia         | 33         |                       |    |        |        |
|  | Norvegia         | 33         | 31 ianuarie 2016      |    |        |        |
|  | Germania         | 34         |                       |    |        |        |
|  | Germania         | 34         | Germania              | 24 |        |        |
|  | 29 ianuarie 2016 |            | Germania              | 24 |        |        |
|  |                  | Spania     | 17                    |    |        |        |
|  | Spania           | Spania     | 17                    | 33 |        |        |
|  | Spania           |            |                       | 33 |        |        |
|  | Croația          | 29         |                       |    |        |        |
|  | Croația          | 29         | Meciul pentru locul 3 |    |        |        |
|  |                  |            |                       |    |        |        |
|  | 31 ianuarie 2016 |            |                       |    |        |        |
|  |                  |            |                       |    |        |        |
|  | Norvegia         | 24         |                       |    |        |        |
|  | Norvegia         | 24         |                       |    |        |        |
|  | Croația          | 31         |                       |    |        |        |

### Semifinale
| 29 ianuarie 2016 19:30 | Norvegia             | 33–34 (Prel.) | Germania     | Arena Tauron, Cracovia Asistență: 9.100 Arbitri: Pichon, Reveret |
| 29 ianuarie 2016 19:30 | Bjørnsen 8           | (13–14)       | Reichmann 10 | Arena Tauron, Cracovia Asistență: 9.100 Arbitri: Pichon, Reveret |
| 29 ianuarie 2016 19:30 | 6× 4×                | Report        | 2× 3×        | Arena Tauron, Cracovia Asistență: 9.100 Arbitri: Pichon, Reveret |
| 29 ianuarie 2016 19:30 | FT: 27–27 Prel.: 6–7 |               |              | Arena Tauron, Cracovia Asistență: 9.100 Arbitri: Pichon, Reveret |

| 29 ianuarie 2016 22:00 | Spania           | 33–29   | Croația     | Arena Tauron, Cracovia Asistență: 11.100 Arbitri: Horáček, Novotný |
| 29 ianuarie 2016 22:00 | García, Rivera 6 | (18–14) | Slišković 6 | Arena Tauron, Cracovia Asistență: 11.100 Arbitri: Horáček, Novotný |
| 29 ianuarie 2016 22:00 | 2× 4×            | Report  | 3× 4×       | Arena Tauron, Cracovia Asistență: 11.100 Arbitri: Horáček, Novotný |

### Meciul pentru locul 7
| 29 ianuarie 2016 17:00 | Polonia             | 26–24   | Suedia    | Hala Stulecia, Wrocław Asistență: 6.500 Arbitri: Gubica, Milošević |
| 29 ianuarie 2016 17:00 | Konitz, Krajewski 5 | (12–12) | Nilsson 5 | Hala Stulecia, Wrocław Asistență: 6.500 Arbitri: Gubica, Milošević |
| 29 ianuarie 2016 17:00 | 1× 3×               | Report  | 1× 3×     | Hala Stulecia, Wrocław Asistență: 6.500 Arbitri: Gubica, Milošević |

### Meciul pentru locul 5
| 29 ianuarie 2016 19:30 | Franța     | 29–26   | Danemarca | Hala Stulecia, Wrocław Asistență: 4.500 Arbitri: López, Ramírez |
| 29 ianuarie 2016 19:30 | Kounkoud 8 | (15–13) | Balling 7 | Hala Stulecia, Wrocław Asistență: 4.500 Arbitri: López, Ramírez |
| 29 ianuarie 2016 19:30 | 1× 3×      | Report  | 3× 1×     | Hala Stulecia, Wrocław Asistență: 4.500 Arbitri: López, Ramírez |

### Meciul pentru locul 3
| 31 ianuarie 2016 16:00 | Norvegia  | 24–31   | Croația  | Arena Tauron, Cracovia Asistență: 12.500 Arbitri: Nachevski, Nikolov |
| 31 ianuarie 2016 16:00 | Sagosen 5 | (11–15) | Horvat 8 | Arena Tauron, Cracovia Asistență: 12.500 Arbitri: Nachevski, Nikolov |
| 31 ianuarie 2016 16:00 | 5× 4×     | Report  | 4× 3× 1× | Arena Tauron, Cracovia Asistență: 12.500 Arbitri: Nachevski, Nikolov |

### Finala
| 31 ianuarie 2016 18:30 | Germania | 24–17  | Spania       | Arena Tauron, Cracovia Asistență: 15.000 Arbitri: Gjeding, Hansen |
| 31 ianuarie 2016 18:30 | Häfner 7 | (10–6) | Entrerríos 5 | Arena Tauron, Cracovia Asistență: 15.000 Arbitri: Gjeding, Hansen |
| 31 ianuarie 2016 18:30 | 8× 3×    | Report | 4× 1×        | Arena Tauron, Cracovia Asistență: 15.000 Arbitri: Gjeding, Hansen |

## Statistici

### Clasament final
| Loc | Echipă            |
| --- | ----------------- |
|     | Germania          |
|     | Spania            |
|     | Croația           |
| 4   | Norvegia          |
| 5   | Franța            |
| 6   | Danemarca         |
| 7   | Polonia           |
| 8   | Suedia            |
| 9   | Rusia             |
| 10  | Belarus           |
| 11  | Macedonia de Nord |
| 12  | Ungaria           |
| 13  | Islanda           |
| 14  | Slovenia          |
| 15  | Serbia            |
| 16  | Muntenegru        |

| Loc | Echipă              | Goluri | Șuturi | %  |
| --- | ------------------- | ------ | ------ | -- |
| 1   | Valero Rivera Folch | 48     | 62     | 77 |
| 2   | Tobias Reichmann    | 46     | 58     | 79 |
| 3   | Kristian Bjørnsen   | 45     | 59     | 76 |
| 4   | Manuel Štrlek       | 43     | 54     | 80 |
| 5   | Kiril Lazarov       | 42     | 79     | 53 |
| 6   | Barys Pukhouski     | 37     | 58     | 64 |
| 7   | Karol Bielecki      | 34     | 66     | 52 |
| 7   | Michal Jurecki      | 34     | 61     | 56 |
| 9   | Espen Lie Hansen    | 33     | 59     | 56 |
| 9   | Mikkel Hansen       | 33     | 57     | 58 |

| Loc | Nume                   | %  | Apărate | Șuturi |
| --- | ---------------------- | -- | ------- | ------ |
| 1   | Vincent Gérard         | 37 | 34      | 92     |
| 2   | Andreas Wolff          | 36 | 81      | 224    |
| 2   | Victor Kireev          | 36 | 74      | 203    |
| 4   | Thierry Omeyer         | 35 | 67      | 191    |
| 4   | Mattias Andersson      | 35 | 59      | 170    |
| 6   | Viachaslau Saldatsenka | 34 | 79      | 232    |
| 6   | Ivan Stevanović        | 34 | 35      | 105    |
| 6   | Niklas Landin Jacobsen | 34 | 65      | 193    |
| 6   | Arpad Sterbik          | 34 | 63      | 184    |
| 10  | Matevž Skok            | 33 | 13      | 39     |